# Nova Canaã
Nova Canaã là một đô thị thuộc bang Bahia, Brasil. Đô thị này có diện tích 757,461 km², dân số năm 2007 là 16497 người, mật độ 21,8 người/km².